# Purble Place
Purble Place — набор из трёх компьютерных игр для детей, разработанный Oberon Games для Microsoft. Он был представлен в Windows Vista, а также включён в Windows 7.

## История
Purble Place был публично представлен в Windows Vista build 5219 вместе с Chess Titans и Mahjong Titans.

## Игры вPurble Place
В коллекции есть один стартовый экран, который предлагает три пакета игр: Purble Pairs, Comfy Cakes и Purble Shop.

### Purble Pairs
Purble Pairs — игра на запоминание, подобная Pelmanism. Цель игры в том, чтобы найти две одинаковых карты в наименьшее количество ходов. Игра рассчитана на время: если пары не будут найдены за выделенное время, то игра будет считаться проигранной. В игру добавлены некоторые особенности со специальными плитками, которые изменяют доску или дают бонусы при сопоставлении. Также зарабатываются жетоны «быстрого просмотра», которые позволяют просмотреть всю доску в течение пары секунд.

### Comfy Cakes
Comfy Cakes — координационная игра для рук и глаз. Цель состоит в том, чтобы заполнить заказы в одноимённой пекарне, собрав слой торта в соответствии с данной спецификацией, управляя конвейерной лентой, которая приносит торт на разные станции. Элементы торта включают формы (квадратные, круглые или в форме сердца), аромат теста (клубника, шоколад или ваниль), наполнение (розовое, жёлтое или коричневое), необязательная глазурь (ароматизаторы, используемые в тесте) и другие украшения. У игрока есть несколько попыток (количество меняется  в зависимости от сложности), прежде чем он провалит игру из-за траты ингредиентов.

### Purble Shop
Purble Shop — игра на подбор правильной комбинации. Цель игры — подобрать правильный вид куклы, выбирая из нескольких вариантов рта, носа и глаз, а также одежды.